# Satellite (canción de Starset)
«Satellite» —en español: «Satélite»— es una canción rock de la banda americana Starset. La canción fue grabada originalmente por la banda para su segundo álbum de estudio, Vessels, donde aparece como segunda pista del álbum y sirve como el segundo sencillo, fue publicado el 8 de agosto de 2017 como una descarga digital. 
La canción se encuentra incluida dentro de la banda sonora del videojuego de Xbox one Forza Horizon 4.

## Antecedentes
La canción debutó por primera vez tres días antes de la fecha de lanzamiento del 20 de enero de 2017, a través del sitio web de Marvel en una historia que detalla la colaboración futura de la compañía con la banda para crear una novela suplementaria sobre el álbum. La canción salió como un sencillo el 8 de agosto de 2017, y alcanzó el número 21 en la lista de Billboard Mainstream Rock Songs

## Posicionamiento en lista
| Lista (2017)       | Posición |
| ------------------ | -------- |
| US Mainstream Rock | 21       |

## Personal
- Dustin Bates - voces principales, guitarras
- Brock Richards - guitarra principal
- Ron DeChant - bajo
- Adam Gilbert - batería